# 好きだなんて言えない
「好きだなんて言えない」（すきだなんていえない）は、2003年1月29日にリリースされたFayrayの14thシングル。発売元はavex trax。

## 特典
- すみや、山野楽器、ヴァージン・メガストアーズ、 WAVE、ディスクピア、石丸電気、玉光堂、ヨドバシカメラ：ポスター
- HMV：『白い花』先行ダイジェストカセット

## 収録曲
1. 好きだなんて言えない
  - 作詞・作曲：Fayray、編曲：徳永暁人
2. LOVE IS BLIND
  - 作詞・作曲：ジャニス・イアン、編曲：春川仁志

ジャニス・イアンの1976年発表楽曲のカバー。
3. 好きだなんて言えない 〜Instrumental〜

## 参加ミュージシャン
好きだなんて言えない
- Fayray：Chorus & Piano
- 宇徳敬子：Chorus & Chorus Arrangement
- 徳永暁人：All Instrument & Programming

LOVE IS BLIND
- 春川仁志：All Keyboards & Programming

## タイアップ
- 読売テレビ・日本テレビ系ドラマ『メッセージ〜言葉が裏切っていく〜』主題歌（#1）

## テレビ出演
好きだなんて言えない
- 2003年2月7日 日本テレビ系「AX MUSIC-TV」
- 2003年2月17日 フジテレビ系「HEY!HEY!HEY! MUSIC CHAMP」